# Blaze Bayley
Blaze Bayley   (Birmingham, 29 de maig de 1963) és el vocalista principal de la banda de heavy metal B L A Z E. Encara que és més conegut per haver estat com a cantant de Iron Maiden des de 1994 fins a 1999 i en els seus inicis a un grup de rock dur anomenat Wolfsbane.

## Carrera

### Inicis
Bayley va començar la seva carrera en un petit grup musical anomenat Wolfsbane. Quan Bruce Dickinson va deixar el lloc de vocalista vacant en Iron Maiden, Bayley va ser un dels qui van participar en les audicions per substituir-lo. Va ser seleccionat entre centenars d'aspirants per la qual cosa va treballar tot seguit en ell àlbum The X Factor, que seria publicat el 1995. Bayley va realitzar la gira amb la resta del grup per promocionar l'àlbum, però la mencionada gira va haver de ser aturada quan Bayley va emmalaltir a causa d'una reacció al·lèrgica. Iron Maiden va tornar aleshores a l'estudi i el 1998 van treure a la venda l'àlbum Virtual XI. La gira va haver de tornar a ser interrompuda abans d'acabar perquè Bayley va emmalaltir novament.

### Sortida d'Iron Maiden i actualitat
En els primers mesos de 1999, a Bayley el van acomiadar d'Iron Maiden perquè Bruce Dickinson entrés novament. I l'any 2000, Bayley va formar el seu propi grup, B L A Z E. D'aquesta manera publica quatre discs d'estudi i dos en directe, Silicon Messiah, Tenth Dimension, Blood and Belief, The Man Who Would Not Die, As Live As It Gets i Alive in Poland, respectivament.
Al desembre de 2007 Blaze Bayley es va reunir per a una sèrie de concerts amb els membres de Wolfsbane.

## Discografia

### Wolfsbane
- 1985 – Wolfsbane (demo)
- 1987 – Dancin' Dirty (demo)
- 1989 – Live Fast, Die Fast
- 1990 – All Hell's Breaking Loose Down at Little Kathy Wilson's Place
- 1991 – Down Fall The Good Guys
- 1993 – Massive Noise Injection
- 1994 – Wolfsbane
- 2001 – Lifestyles of the Broke and Obscure
- 2022 - Genius

### Iron Maiden
- 1995 – The X Factor
- 1998 – Virtual XI

### Blaze
- 2000 – Silicon Messiah
- 2002 – Tenth Dimension
- 2003 – As Live As It Gets
- 2004 – Blood and Belief
- 2007 – Alive in Poland

### Blaze Bayley
- 2008 – The Man Who Would Not Die
- 2010 – Promise And Terror
- 2012 – The King of Metal
- 2016 – Infinite Entanglement

### John Steel
(projecte on col·labora com a vocalista)
- 2014 – Freedom
- 2016 ? 2017 ? – comença la gravació del nou àlbum al maig del 2016[1]

## Video
- Bayley singing "Man On The Edge" live on Youtube